# Noordelijke Oost-Westverbinding
De Noordelijke Oost-Westverbinding (Russisch: Северная широтная магистраль; Severnaja sjirotnaja magistral of Северная широтная дорога; Severnaja sjirotnaja doroga) is een hoofdweg in West-Siberië die momenteel wordt aangelegd van Perm naar Tomsk. De bouw van de weg werd gestart in 1995 en moet voltooid zijn in 2015 (aanvankelijk in 2010) en dan een lengte hebben van 2545 kilometer. De weg zal lopen langs de steden Perm, Ivdel, Chanty-Mansiejsk, Neftejoegansk, Soergoet, Nizjnevartovsk, Karasok en Tomsk. In 2005 werd het gedeelte in Chanto-Mansië bijna voltooid. Er moet nog 200 kilometer worden aangelegd in oblast Tomsk door moerassig gebied en 600 kilometer winterweg worden vernieuwd in het noorden van deze oblast. Ook moet er nog 150 kilometer worden aangelegd in oblast Sverdlovsk.
De aanleg van de weg is onderdeel van een raamwerk van het federale programma "wegen van de 21e eeuw".  De weg moet in de toekomst zorgen voor een constante transportverbinding met de aardgasvelden in het noorden van West-Siberië en de bewoonde gebieden van Zuid-Siberië, de Noordelijke Oeral en Europees Rusland.